# Strand (Nordland)
Strand est une localité du comté de Nordland, en Norvège.

## Géographie
Administrativement, Strand fait partie de la kommune de Sortland.